# Liste der Einträge im National Register of Historic Places in Lawrence (Massachusetts)

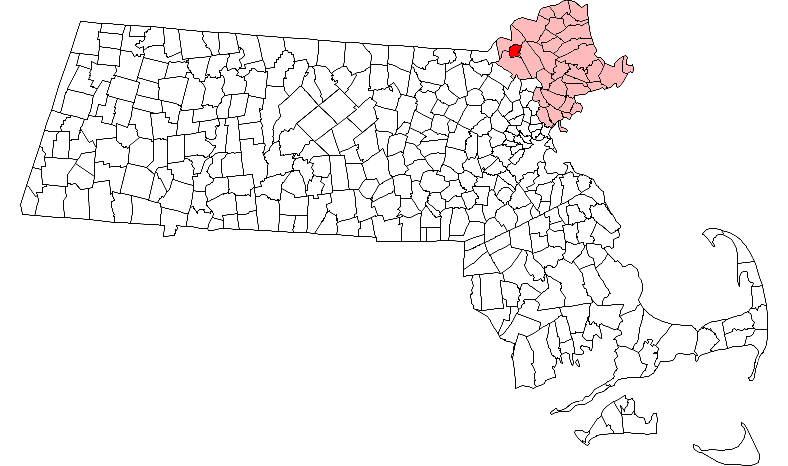
Lawrence im Essex County

Die Liste der Einträge im National Register of Historic Places in Lawrence enthält alle Einträge in das National Register of Historic Places auf dem Gebiet der Stadt Lawrence im Bundesstaat Massachusetts der Vereinigten Staaten.
Die darüber hinausgehenden Einträge des Essex County sind in der Liste der Einträge im National Register of Historic Places im Essex County dargestellt.

## Legende
| NRHP | Historic Place    |
| HD   | Historic District |

## Aktuelle Einträge in Lawrence
| [ 1 ] | Name                                   | Bild                                  | Eintragsdatum                 | Lage                                                                                               | Ort      | Beschreibung                                        |
| ----- | -------------------------------------- | ------------------------------------- | ----------------------------- | -------------------------------------------------------------------------------------------------- | -------- | --------------------------------------------------- |
| 1     | American Woolen Company Townhouses     | American Woolen Company Townhouses    | 12. März 2012 ID-Nr. 12000098 | 1-14 Wood Way, 1-14 Washington Way, 1-14 Prospect Way 42° 42′ 1,4″ N, 71° 9′ 18,4″ W               | Lawrence |                                                     |
| 2     | American Woolen Mill Housing District  | American Woolen Mill Housing District | 8. Apr. 1982 ID-Nr. 82001990  | 300-328 Market St. 42° 41′ 58,9″ N, 71° 9′ 28,1″ W                                                 | Lawrence |                                                     |
| 3     | Arlington Mills Historic District      | Arlington Mills Historic District     | 3. Jan. 1985 ID-Nr. 85000023  | 42° 42′ 56,2″ N, 71° 10′ 52″ W                                                                     | Lawrence | Erstreckt sich bis auf das Stadtgebiet von Methuen. |
| 4     | Arlington-Basswood Historic District   | Arlington-Basswood Historic District  | 13. Nov. 1984 ID-Nr. 84000406 | 42° 43′ 8″ N, 71° 10′ 10,9″ W                                                                      | Lawrence |                                                     |
| 5     | Bellevue Cemetery                      | Bellevue Cemetery                     | 3. Okt. 2003 ID-Nr. 03000993  | 170 May St. 42° 42′ 38,2″ N, 71° 11′ 10″ W                                                         | Lawrence | Erstreckt sich bis auf das Stadtgebiet von Methuen. |
| 6     | Blakeley Building                      | Blakeley Building                     | 4. Mai 2009 ID-Nr. 09000299   | 475-479 Essex St. 42° 42′ 22″ N, 71° 9′ 55,1″ W                                                    | Lawrence |                                                     |
| 7     | Buildings at 24-30 Summer St.          | Buildings at 24-30 Summer St.         | 5. Dez. 1985 ID-Nr. 85003067  | 24-30 Summer St. 42° 42′ 37,1″ N, 71° 9′ 15,8″ W                                                   | Lawrence |                                                     |
| 8     | Downtown Lawrence Historic District    | Downtown Lawrence Historic District   | 1. Nov. 1979 ID-Nr. 79000329  | 42° 42′ 32″ N, 71° 9′ 38,2″ W                                                                      | Lawrence |                                                     |
| 9     | Engine House No. 6                     | Engine House No. 6                    | 2. Juni 2004 ID-Nr. 04000533  | 480 Howard St. 42° 42′ 49″ N, 71° 8′ 58,9″ W                                                       | Lawrence |                                                     |
| 10    | Essex Company Machine Shop             | Essex Company Machine Shop            | 9. Nov. 1972 ID-Nr. 72000138  | Union St. 42° 42′ 34″ N, 71° 9′ 17″ W                                                              | Lawrence |                                                     |
| 11    | Essex Company Offices and Yard         | Essex Company Offices and Yard        | 26. Apr. 1979 ID-Nr. 79000330 | 6 Essex St. 42° 42′ 26″ N, 71° 9′ 15″ W                                                            | Lawrence |                                                     |
| 12    | Gleason Building                       | Gleason Building                      | 15. Apr. 1982 ID-Nr. 82001880 | 349-351 Essex St. 42° 42′ 27″ N, 71° 9′ 46″ W                                                      | Lawrence |                                                     |
| 13    | Grace Episcopal Church                 | weitere Bilder                        | 7. Nov. 1976 ID-Nr. 76001966  | Common und Jackson Sts. 42° 42′ 31″ N, 71° 9′ 29″ W                                                | Lawrence |                                                     |
| 14    | Great Stone Dam                        | Great Stone Dam                       | 13. Apr. 1977 ID-Nr. 77000184 | Merrimack River 42° 42′ 3″ N, 71° 10′ 0″ W                                                         | Lawrence |                                                     |
| 15    | High Service Water Tower and Reservoir | weitere Bilder                        | 20. Nov. 1978 ID-Nr. 78000450 | MA 110 42° 42′ 26″ N, 71° 11′ 1″ W                                                                 | Lawrence |                                                     |
| 16    | Jackson Terrace Historic District      | Jackson Terrace Historic District     | 13. Nov. 1984 ID-Nr. 84000414 | 43-59 Jackson St., Jackson Court, Jackson Terr. und 58-62 Newberry St. 42° 42′ 35″ N, 71° 9′ 26″ W | Lawrence |                                                     |
| 17    | Mechanics Block Historic District      | Mechanics Block Historic District     | 3. Apr. 1973 ID-Nr. 73001942  | 107-139 Garden St. und 6-38 Orchard St. 42° 42′ 34″ N, 71° 9′ 17″ W                                | Lawrence |                                                     |
| 18    | North Canal                            | North Canal                           | 29. Juli 1975 ID-Nr. 75000278 | Verläuft parallel zur Canal St. 42° 42′ 18″ N, 71° 9′ 29″ W                                        | Lawrence |                                                     |
| 19    | North Canal Historic District          | North Canal Historic District         | 13. Nov. 1984 ID-Nr. 84000417 | 42° 42′ 15″ N, 71° 9′ 40″ W                                                                        | Lawrence |                                                     |
| 20    | Old Public Library                     | Old Public Library                    | 28. Nov. 1978 ID-Nr. 78000452 | 190 Hampshire St. 42° 42′ 34″ N, 71° 10′ 5″ W                                                      | Lawrence |                                                     |
| 21    | John R. Rollins School                 | John R. Rollins School                | 10. Aug. 2000 ID-Nr. 00000956 | 451 Howard St. 42° 42′ 49″ N, 71° 8′ 55″ W                                                         | Lawrence |                                                     |
| 22    | Sacred Heart Parish Complex            | Sacred Heart Parish Complex           | 29. Nov. 2011 ID-Nr. 11000853 | 321 S. Broadway 42° 41′ 22,3″ N, 71° 9′ 32,1″ W                                                    | Lawrence |                                                     |
| 23    | Daniel Saunders School                 | Daniel Saunders School                | 11. Mai 2011 ID-Nr. 11000266  | 243 S. Broadway 42° 41′ 33″ N, 71° 9′ 39″ W                                                        | Lawrence |                                                     |
| 24    | Wood Worsted Mill                      | Wood Worsted Mill                     | 12. Aug. 2010 ID-Nr. 10000539 | S. Union St. und Merrimack St. 42° 42′ 9″ N, 71° 9′ 12″ W                                          | Lawrence |                                                     |